# Puig Campana
Der Puig Campana ist ein 1408–1410 m hoher Berg in der Provinz Alicante, Spanien. Er gehört zum Gebirgssystem Cordillera Penibética. 
Der Puig Campana überragt die Provinzhauptstadt Alicante. „Puig“ ist ein in Ostspanien häufig verwendeter Name für Berg, verwandt mit dem südfranzösischen puy.